# Galaxy 14
Galaxy 14 (vormals Galaxy 5R) ist ein kommerzieller Kommunikationssatellit des Satellitenbetreibers Intelsat aus der Galaxy-Flotte.

## Technische Daten
Nachdem der Satellitenbetreiber im Frühjahr 2001 bereits den Kommunikationssatelliten Galaxy 12 bei der Orbital Sciences Corporation bestellt hatte, erweiterten sie im Herbst selben Jahres den Vertrag um zwei weitere Satelliten, Galaxy 14 und Galaxy 15. OSC baute den Satelliten auf Basis ihres GeoStar-Satellitenbusses. Er besitzt 24 C-Band-Transponder, eine geplante Lebensdauer von 15 Jahren und wird durch Solarmodule und Batterien mit Strom versorgt. Des Weiteren ist er dreiachsenstabilisiert und wiegt ca. 2,0 Tonnen. Er ist baugleich mit Galaxy 12 und Galaxy 15.

## Missionsverlauf
Galaxy 12 wurde am 13. August 2005 mit einer Sojus-FG-Trägerrakete vom Kosmodrom Baikonur einen geostationären Transferorbit gebracht. Von dort aus erreichte er seine geosynchrone Umlaufbahn durch Zünden seines Bordmotors, wo er bei 125° West stationiert wurde. Er konnte in Nordamerika, Mittelamerika, Hawaii und der Karibik empfangen werden. Aktuell befindet er sich bei 32,9° Ost.